# Єкатериноградська
Єкатеріноградська (рос. Екатериноградская) — станиця у Прохладненському районі Кабардино-Балкарії Російської Федерації.
Орган місцевого самоврядування — сільське поселення станиця Єкатеріноградська. Населення становить 3675 осіб.

## Історія
Згідно із законом від 27 лютого 2005 року органом місцевого самоврядування є сільське поселення станиця Єкатеріноградська.

## Населення
| 1926  | 1970  | 1989  | 2002  | 2010  | 2012  | 2013  |
| ----- | ----- | ----- | ----- | ----- | ----- | ----- |
| 5197  | ↘3347 | ↗3615 | ↗3729 | ↘3675 | ↘3606 | ↘3570 |
| 2014  | 2015  | 2016  | 2017  | 2018  | 2019  | 2020  |
| ↘3520 | ↘3485 | ↘3441 | ↘3395 | ↘3386 | ↘3345 | ↘3329 |